# Bernoulli-számok
A Bernoulli-számok a számelméletben előforduló sajátos értékek. A racionális számokból álló Bernoulli-számsorozatot {\displaystyle {\bigl (}(B_{n})_{n\geq 0}{\bigr )}} a következő rekurzió határozza meg: 
{\displaystyle B_{0}=1,} továbbá
{\displaystyle B_{0}+2B_{1}=0,}
{\displaystyle B_{0}+3B_{1}+3B_{2}=0,}
{\displaystyle B_{0}+4B_{1}+6B_{2}+4B_{3}=0,}
{\displaystyle B_{0}+5B_{1}+10B_{2}+10B_{3}+5B_{4}=0,} és így tovább.
Általánosan a következő rekurzív képlettel értelmezzük a sorozatot: {\displaystyle B_{n}=-{\frac {1}{n+1}}\cdot \sum _{k=0}^{n-1}{{\Biggl (}{\binom {n+1}{k}}\cdot B_{k}{\Biggr )}}}.
Így adódik a {\displaystyle B_{0}=1,B_{1}=-{\frac {1}{2}},B_{2}={\frac {1}{6}},B_{3}=0,B_{4}=-{\frac {1}{30}},B_{5}=0,B_{6}={\frac {1}{42}},\dots } sorozat.
A definíció alapján kaphatjuk, hogy teljesül a
sorfejtés. Ebből igazolható, hogy {\displaystyle B_{3}=B_{5}=B_{7}=\cdots =B_{2k+1}=\cdots =0}.
A páros indexű Bernoulli-számok a Riemann-féle zéta-függvény segítségével is definiálhatóak a következőképpen:
{\displaystyle B_{2n}=2(-1)^{n+1}{\frac {\zeta (2n)\;(2n)!}{(2\pi )^{2n}}}.}
Különféle sorfejtésekben is előfordulnak, például:
{\displaystyle \sum _{k=0}^{m-1}k^{n}={1 \over {n+1}}\sum _{k=0}^{n}{n+1 \choose {k}}B_{k}m^{n+1-k};}
{\displaystyle {\rm {tg}}\left(x\right)=\sum _{n=1}^{\infty }{\frac {(-1)^{n-1}2^{2n}(2^{2n}-1)B_{2n}x^{2n-1}}{(2n)!}};}
{\displaystyle {\rm {ctg}}\left(x\right)=\sum _{n=0}^{\infty }{\frac {(-1)^{n}2^{2n}B_{2n}x^{2n-1}}{(2n)!}}.}

## A Bernoulli-számok számlálói és nevezői
T. Claussen és C. von Staudt egymástól függetlenül a következő tételt fedezte fel:
Ha {\displaystyle m\geq 1}, akkor {\displaystyle {\biggl (}B_{2m}+\sum {\frac {1}{p}}{\biggr )}\in \mathbb {Z} }, ahol azon p prímszámokat összegezzük, amelyekre {\displaystyle (p-1)\mid 2m}.
Mivel 2-1=1 és 3-1=2 osztója 2-nek, innen azonnal adódik Rámánudzsan észrevétele, hogy ekkor {\displaystyle B_{2m}} nevezője osztható 6-tal.

## Aszimptotikus becslés
n nagy értékeire érvényes a következő aszimptotikus formula: {\displaystyle \left|{B_{2n}}\right|\sim 4{\sqrt {\pi n}}\left({\frac {n}{\pi e}}\right)^{2n}}.